# عزرا نامه
عزرا نامه هي أبيات فارسية من كتاب عزرا تحتوي على أساطير مدراشية وإيرانية ألفها شاهين شيرازي اليهودي الفارسي (ازدهر حوالي عام 1325). هذا العمل، الذي يتكون من 500 بيت، يوجد عادة في نهاية أردشير نامه لشاهين، وهو مؤلف بنفس الوزن.

## الحبكة
وتتحدث القصة عن كورش الكبير الذي أُطلق عليه اسم "مسيح الله". وفقًا لسفر عزرا نامه، فإن كورش ولد من إستير وأحاسوروس، ملك فارس أُنشئت الأسطورة للإجابة على سؤال مهم فيما يتعلق بالتاريخ اليهودي والتلمود والمدراشيم؛ كيف تم انتخاب غير اليهودي "مسيح الله"؛ لماذا تم تحرير اليهود في بابل من خلال كورش. يروي سفر أستير أن كورش كان جالسًا على عرش الملك سليمان، وهو الشرف الذي لم يُمنح لملوك إسرائيل. لكن شاهين يصور كورش على أنه ابن إستير وبالتالي على أنه يهودي من خلال أمه (حيث كان اليهود الحاخاميون يزعمون زورًا أن اليهودية تأتي من الأم).
في هذه الملحمة الشعرية الفارسية اليهودية، صُوِّر ميلاد كورش باعتباره هدية إلهية. يظهر كورش النعمة والجمال والخير عندما كان طفلًا. يُقدّم شخصية إلهية بالتوازي مع الأنبياء وملك إسرائيل. وفي القصيدة، يظهر إحساسه بالحقيقة والعدالة والشجاعة على نحو لا مثيل له بين ملوك العالم. وتحكي القصة بعد ذلك كفاح عزرا لإعادة بناء الهيكل بعد تدميره على يد نبوخذ نصر. يطلب عزرا من الشعب اليهودي مقابلة كورش والتحدث معه عن شعبهم . يطلب عزرا من كورش أن يحرر اليهود من التعذيب ويسمح لهم بالعودة إلى أرضهم المقدسة. إن دراما تحرير اليهود من نير بابل واستعادة وجودهم موضحة بوضوح في عزرا نامه. كورش الكبير الذي صُوّر على أنه يحكم بإرادة الله يُصوّر أيضًا على أنه بطل. وبعد وفاته، تأتي قصيدة رثاء طويلة له لتنهي الجزء الثالث من القصة. ويختتم الشاعر القصيدة بوصف وفاة أستير ومردخاي ودفنهما في مدينة همدان.